# Victory Records
Pour les articles homonymes, voir Victory.
Victory Records est un label discographique américain basé à Chicago, fondé en 1989 par Tony Brummel. Elle dirige une société de distribution connue sous le nom de Another Victory, Inc. et sert également à la distribution de nombreux petits labels indépendants. Victory Records s'est également impliqué dans des relations avec des groupes tels que Streetlight Manifesto, Thursday, Hawthorne Heights, et A Day to Remember.

## Histoire
Victory Records se focalise à l'origine sur les groupes axés punk hardcore et post-hardcore. Début 2002, 25 % des parts du label sont annoncées avoir été rachetées par Universal Music Group. Cependant, plus tard la même année, Victory annule le contrat de vente. Victory est actuellement en partenariat avec, et distribué par, RED Distribution de la société Sony. Le label sert également à la distribution des labels Red Cord Records et Standby Records.
En juillet 2012, Victory annonce la distribution du label basé à Boston, We Are Triumphant. Le label est dirigé par Greg Long et créé seulement neuf mois après la signature du contrat. Le 10 mai 2013, Victory annonce la distribution du label I Scream Records.

## Groupes

### Relations avec le label
La qualité de la relation entre le label Victory Records et ses artistes est mitigée. Au fil des années, de nombreux groupes affirment avoir été en conflit ou avoir engagé des poursuites judiciaires contre le label, tandis que d'autres groupes sont restés des années au label sans problème apparent.
L'ancien groupe du label, Thursday, s'est déjà confronté à Victory à la suite de problèmes liés à l'argent des ventes. Le groupe cite également un préjudice causé par l'équipe marketing de Victory Records ayant vendu des coussins péteurs pour faire la promotion de leur album Full Collapse en 2001, contre leur gré,,. Thursday confie dans un DVD bonus inclus dans la compilation Kill the House Lights avoir rejoint le label majeur Island Def Jam en 2002, et qu'après avoir rempli leur contrat, Tony Brummel et Victory Records ont de nouveau accueillis le groupe « à bras ouverts. »
Le groupe de ska punk Streetlight Manifesto est également entré dans de nombreux conflits avec Victory Records. Le groupe quitte le label peu après avoir fait paraître son album. En février 2012, Streetlight Manifesto, en conflit avec leur label, demande à leur fans de boycotter leur musique et autres produits à leur effigie mis en vente dans la boutique web de Victory Record.
Malgré ces controverses, les relations entre Victory Records et ses groupes n'ont pas toutes été aussi négatives. Close Your Eyes et Ill Niño affirment avoir été en bonne relation avec le label lors d'entretiens. Emmure et Endwell expliquent avoir toujours été soutenus par Victory Records. Emmure explique, en particulier, « Victory fait du bon boulot, et si vous appartenez à un groupe qui exige toujours plus que ce qui était prévu, alors vous vous ferez piller. »

### Plaintes
Le 7 août 2006, le groupe Hawthorne Heights annonce sur son site officiel son départ du label, et avoir engagé une poursuite judiciaire contre Victory en les accusant de pratiques frauduleuses et d'« avoir endommagé la réputation du groupe auprès de ses fans. » Brummel aurait notamment critiqué publiquement Ne-Yo, au nom des Hawthorne Heights,,. Le 13 septembre 2006, Victory porte plainte à son tour contre Hawthorne Heights, pour non-respect de leur contrat et diffamation,. En janvier 2008, Victory engage une poursuite contre Virgin/EMI Records accusant la société d'« avoir fait engager Hawthorne Heights afin de nuire à la réputation de Victory Records »,.
Le 15 décembre 2011, A Day to Remember planifie une poursuite contre Victory pour non-respect de leur contrat. Les actions sont engagées le 31 mai, et le groupe réclame ses 75 000 $ issus de leurs ventes. Victory Records réplique en accusant le groupe de ne pas honorer les 5 albums prévus dans leur contrat, et leur désir de changer de label pour un label majeur.

### Critiques de Design the Skyline
Début mai 2011, le label a grandement été critiqué pour avoir signé des groupes considérés comme inférieurs à ceux qu'ils signaient autrefois. Certains bloggers considère le groupe Design the Skyline (en) comme le « pire jamais créé,,. » Victory refusant tout commentaire concernant ce contrat, il continue malgré les critiques à faire la promotion du groupe. Le groupe, cependant, s'est permis de commenter ces critiques : « Ca nous est vraiment égal. On voir clairement pourquoi les gens ne nous aiment pas pour ce à quoi on ressemble, et du fait qu'on a signé chez un label hardcore majeur avec une seule chanson. »